# Iglesia de Santa Cruz (Cádiz)
La Catedral Vieja de Cádiz, o Iglesia de Santa Cruz, situada en la ciudad de Cádiz (Andalucía, España) es una construcción que data de 1262-1263 y que fue reedificada en estilo manierista y barroco en el siglo XVII.

## Historia
Esta catedral fue edificada por orden del rey Alfonso X de Castilla, El Sabio, en época del Papa Urbano IV, aunque ha dispuesto de periodos intermitentes de culto.
Se consideró catedral hasta 1838, cuando la catedral de la ciudad se trasladó a la Catedral Nueva. Desde esa fecha, 1838, es considerada únicamente iglesia parroquial.

### Primera construcción cristiana (sigloXIII)
Según excavaciones realizadas en el subsuelo del Antiguo Palacio Episcopal, adyacente al templo de la Santa Cruz, se ha realizado la cronología histórica de la zona, dándose el hecho de que podría estar asentada en los terrenos de un primitivo templo paleocristiano y visigodo o del Teatro Romano de Gades (estudios definitivos realizados por Ramón Corzo no publicados a fecha de 2006).
Se tiene constancia de que el rey Alfonso X de Castilla, El Sabio, mandó construir una iglesia hacia el 1262-1263, sobre los restos de una mezquita árabe, con el fin de ser enterrado en ella. No obstante, al morir, fue enterrado en Sevilla.
En el templo gótico y en la cubierta artesonada fueron realizadas algunas reformas en los siglos XV y XVI, hasta que en el año 1596 fue quemado por la escuadra anglo-holandesa comandada por el almirante Charles Howard y Robert Devereux, 2.º conde de Essex, que atacó, invadió y saqueó Cádiz hasta que, incendiada, la abandonó, quedando este templo casi destruido. Únicamente se salvó el arco de ingreso y la bóveda de crucería de la capilla bautismal.

### Construcción existente desde elsigloXVII
Tras la destrucción del templo anterior, hubo de ser reedificada en el siglo XVII, siendo la existente desde entonces.

En 1597 se encargan las obras de reconstrucción al maestro mayor del obispado Ginés Martín de Aranda, finalmente la construcción es un proyecto del ingeniero militar Cristóbal de Rojas, fue finalizado en 1602, siendo consagrada el 15 de junio de 1602, y abierta al culto el 29 de mayo de 1603.

## Descripción

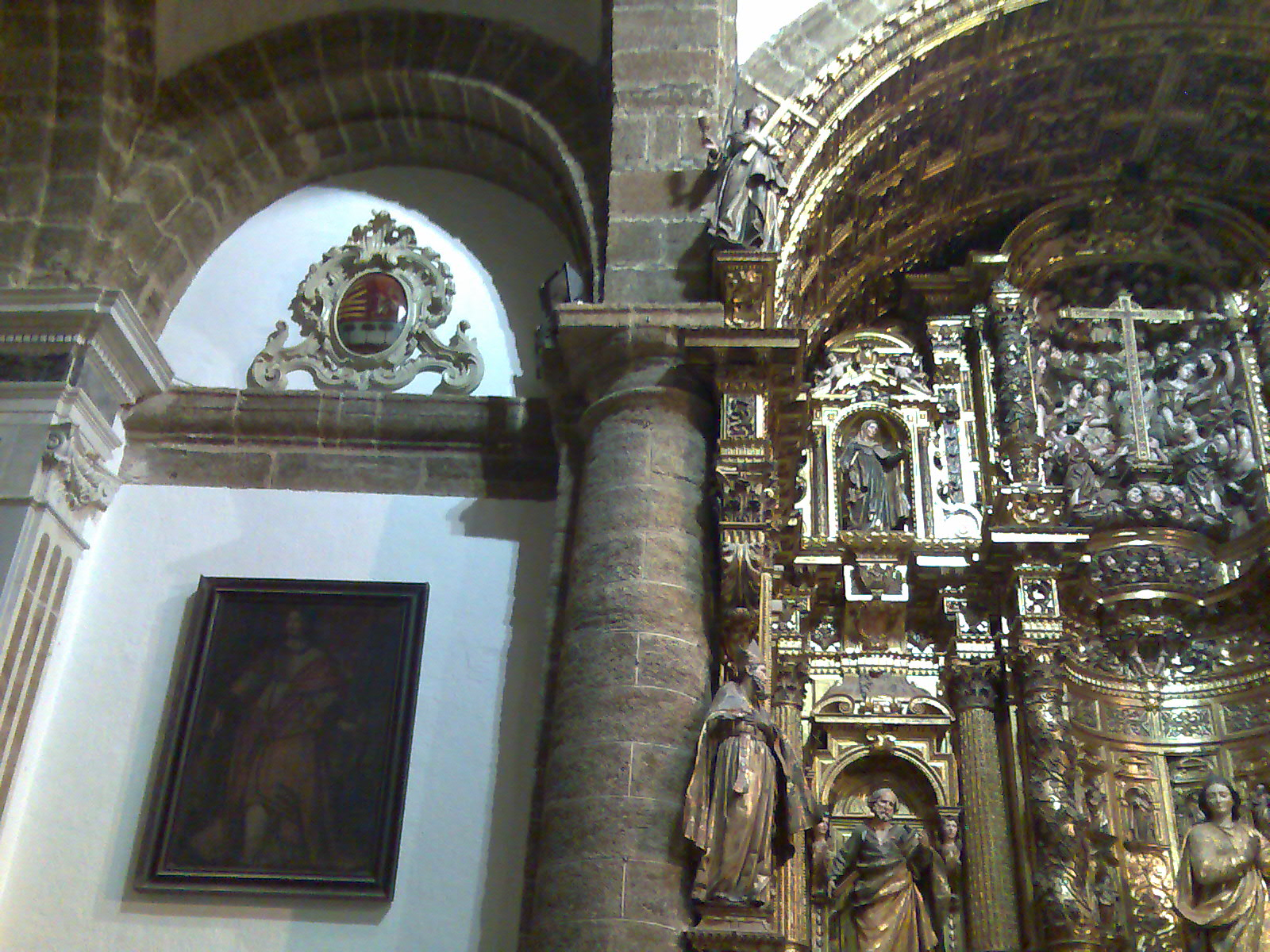
A la izquierda del altar mayor se puede ver un escudo antiguo de Guipúzcoa

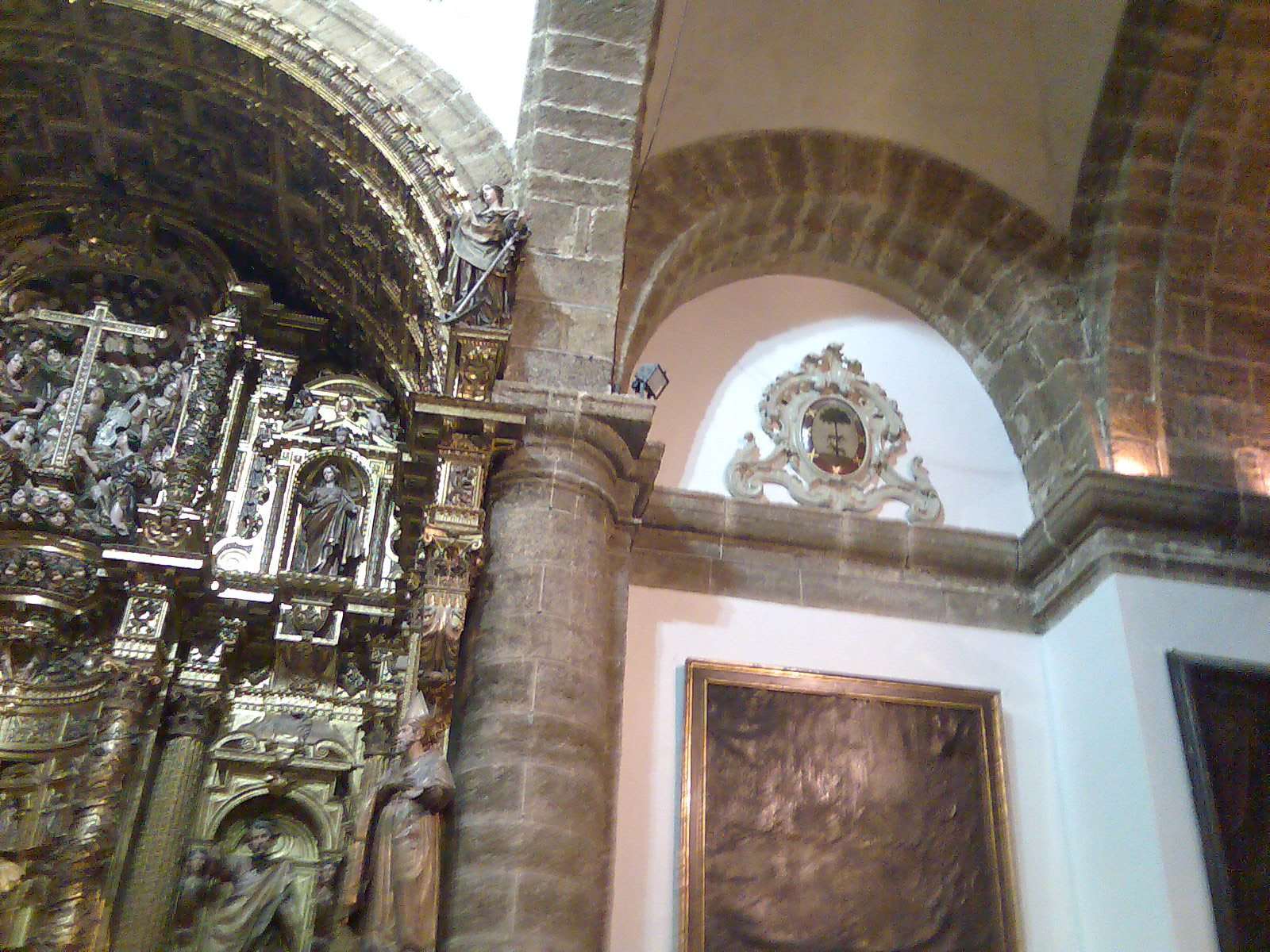
A la derecha el de Vizcaya, provenientes de la desaparecida capilla de los Vizcaínos

### Interior
En la edificación del siglo XVII, se levantó de estilo manierista, y barroco.

Es de planta rectangular (de salón), con falso crucero y tres naves separadas por columnas de orden toscano y arcos peraltados de medio punto y bóvedas esquifadas. El crucero se cubre con una cúpula semiesférica sobre pechinas.

### Exterior
El exterior de la cubierta es de azulejos de varios colores.
El exterior de las bóvedas está recubierto con azulejos de varios colores de principios del siglo XVII.
El campanario está construido en el siglo XV, separado del resto de la iglesia, está cubierto con un chapitel de azulejos polícromos. Constituido en sus dos primeras plantas por un núcleo de escaleras, comunicándose en tercera planta con la casa de la Contaduría (sede del museo catedralicio) siendo de planta rectangular terminado en chapitel, recubierto también con azulejos.

### Obras albergadas en su interior

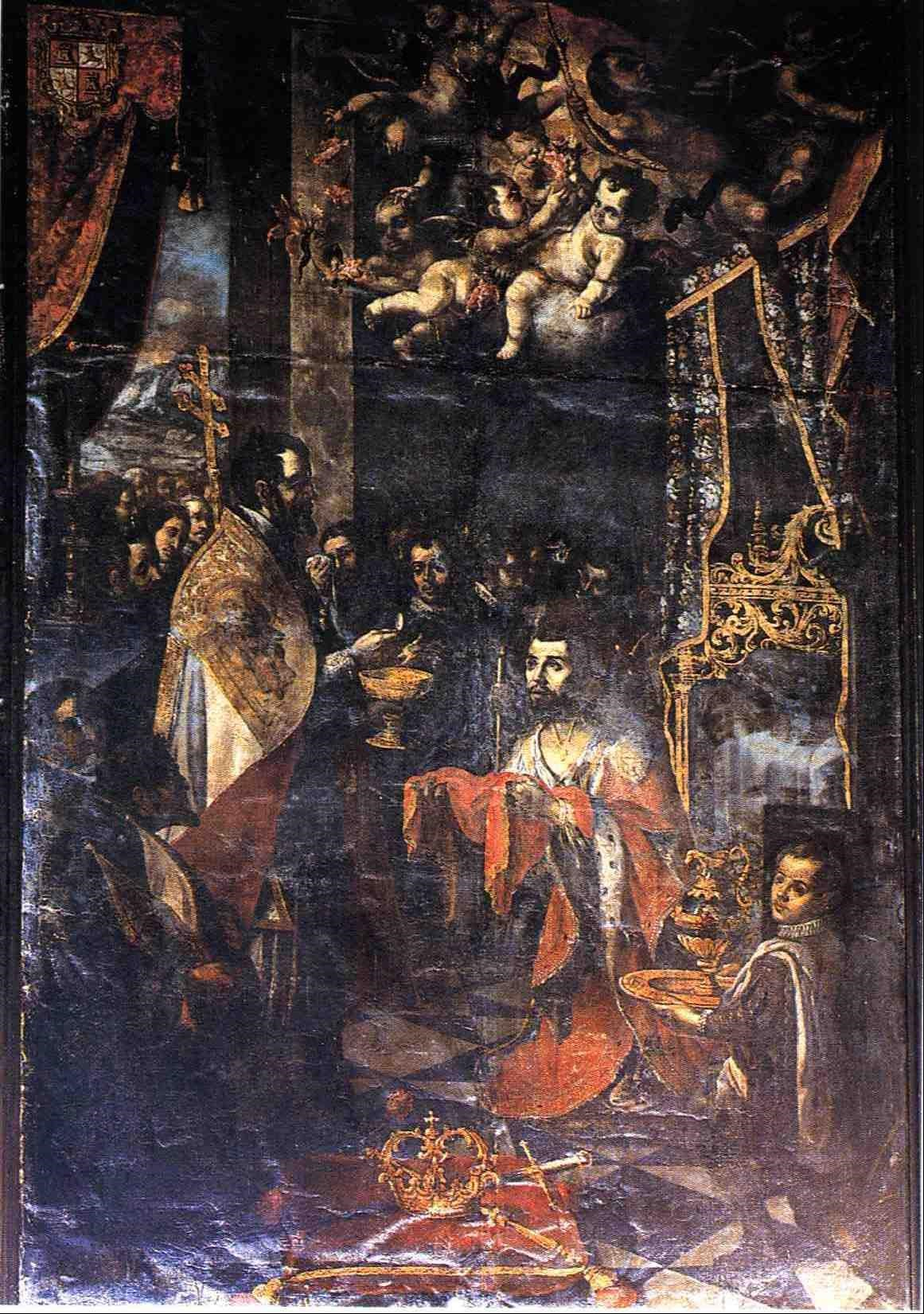
La Última Comunión de San Fernando, pintada por Antonio Hidalgo en 1683, capilla de los Vizcaínos

En la segunda mital del siglo XVII, el enriquecimiento de la Catedral de Santa Cruz llegó cuando la población creció y la ciudad alcanzó una gran prosperidad con el comercio de las Indias.
- Retablo del altar mayor, obra de Alejandro de Saavedra
- La capilla de los Genoveses,
- La capilla de los Vizcaínos, que alberga la pintura de la Última Comunión de San Fernando, pintada por Antonio Hidalgo en 1683.
- La capilla de los reliquias,
- La torre del Sagrario (segunda mitad del siglo XVIII), obra de Torcuato Cayón,
- Cuadros e imágenes debidas al mecenazgo del obispo Alonso Vázquez de Toledo,
- Portada lateral de mármoles genoveses de Andreoli.

## Culto
El edificio es sede parroquial, atendido por un párroco y lugar donde se celebran misas.

### Ficha: Bien de interés cultural
- Denominación del Bien — Antigua Iglesia Catedral de la Santa Cruz
- Otras Denominaciones — Catedral Vieja; Parroquia de Santa Cruz; Parroquia del Sagrario; Parroquia del Sagrario de la Santa Iglesia Catedral
- Provincia — CÁDIZ
- Municipio — CÁDIZ
- Régimen de Protección — B.I.C
- Estado Administrativo — Incoado
- Fecha Disposición — 10/03/1987
- Tipo de Patrimonio — Inmueble